# Francesco Dracone
Francesco Dracone (Turijn, 21 september 1983) is een Italiaans autocoureur.

## Carrière
Dracone reed op jonge leeftijd in de kartsport. In de periode van 2002 tot 2005 was hij aan de slag in de Italiaanse Formule 3. In 2006 stapte hij over naar de Euroseries 3000, waar hij tot 2009 bleef racen. Hij reed 51 races in deze raceklasse en werd zevende in de eindstand van 2009, zijn beste resultaat. In 2010 reed hij twee races in de Amerikaanse IndyCar Series voor Conquest Racing. Hij werd tweeëntwintigste op de Mid-Ohio Sports Car Course en werd na uitvallen op de twintigste plaats geklasseerd tijdens de race op de Infineon Raceway. Hij finishte met 24 punten op de 37e plaats in de eindstand van het kampioenschap.